# جغرافيا سان مارينو

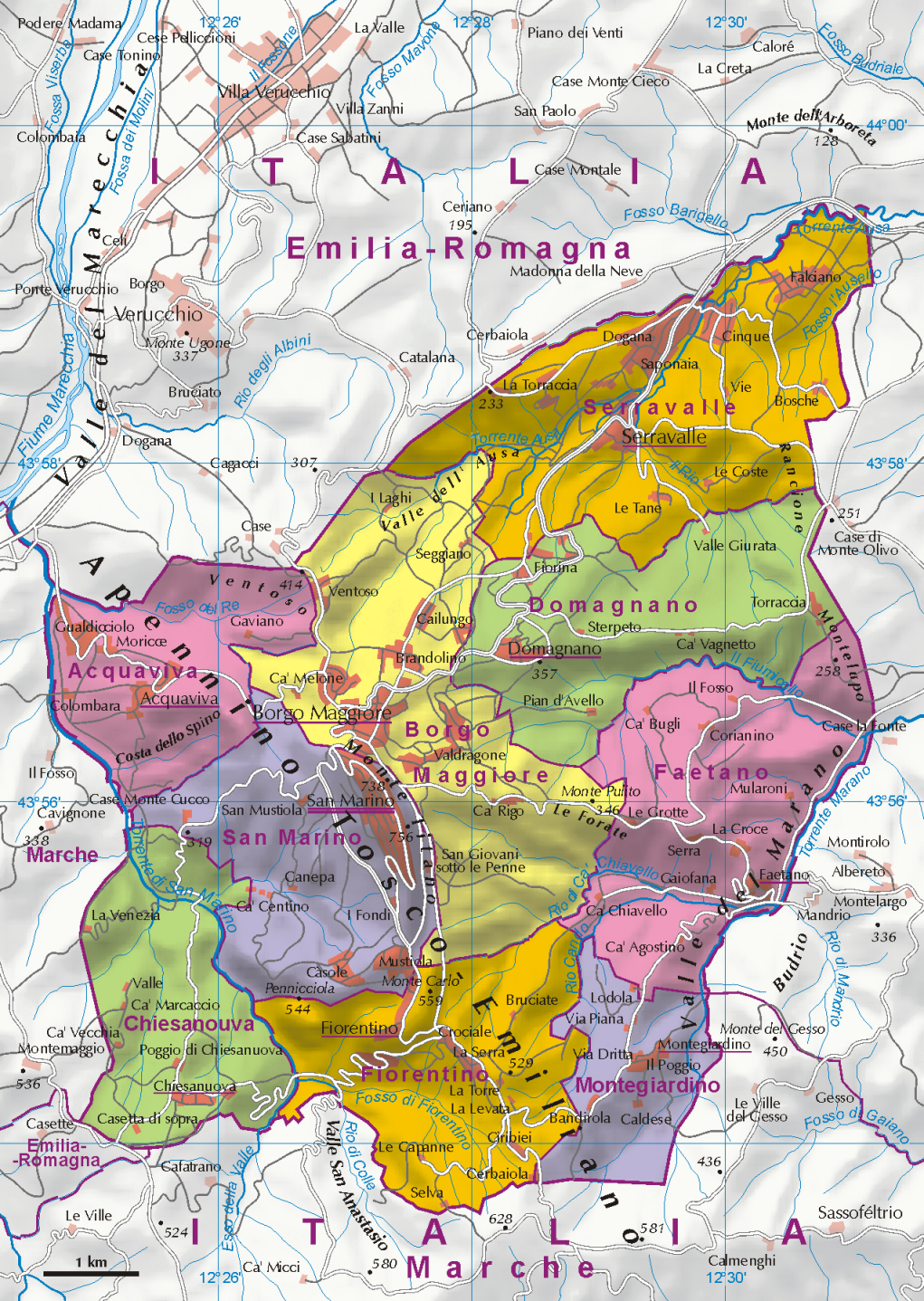
خريطة سان مارينو

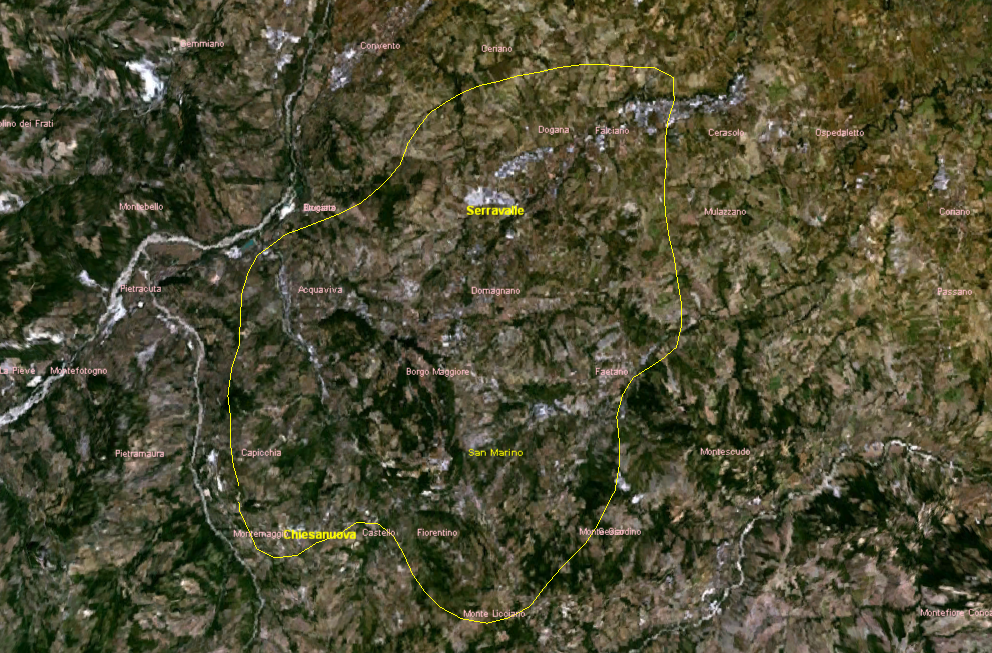
صورة الأقمار الصناعية

سان مارينو، تقع في جنوب أوروبا، جيب (غير ساحلي) في وسط إيطاليا، التي يحدها 39 كم. اما سانت مارينو، وهي ثالث أصغر دولة مستقلة من حيث المساحة في أوروبا بعد [[الفاتيكان|مدينة الفاتيكان وموناكو ، يهيمن الأبينيني على سان مارينو. تقع عند 43°56′N 12°28′E / 43.94°N 12.46°E، تغطي مساحة 16.2 كم مربع (6.23 ميل مربع). جبلية بالكامل، 17٪ فقط من أراضيها صالحة للزراعة. تتدفق عدة أنهار عبر البلاد، وأكبرها نهر أوسا ومارانو وسان مارينو.

## مناخ
مناخ سان مارينو هو مناخ شبه استوائي رطب ( تصنيف مناخ كوبن : ك،ف،أ ) ، مع التأثيرات القارية ،حيث يكون الصيف دافئ والشتاء بارد الذي هو نموذجي للمناطق الداخلية في شبه الجزيرة الإيطالية الوسطى. تساقط الثلوج شائع وغزير كل شتاء تقريبًا ، وخاصةً فوق 400–500 متر (1,300–1,600 قدم) من الارتفاع.

## الجغرافيا السياسية
تنقسم سان مارينو إلى 9 بلديات ,أو كاستيلي. هم انهم :
- أكوافيفا
- بورجو ماجوري
- كيزانوفا
- دوماجنانو
- فيتانو
- فيورنتينو
- مونتيجاردينو
- مدينة سان مارينو ( مدينة سان مارينو ) ، العاصمة
- سيرافالي